# ریچل راکس
ریچل راکس (انگلیسی: Rachel Roxxx؛ زاده ۲ مارس ۱۹۸۳) بازیگر پورنوگرافی اهل ایالات متحده آمریکا است.

## حرفه
راکس در سن ۲۱ سالگی و با توجه این که از دوستان دوران دبیرستانش در مورد درآمد بالای بازیگران پورنوگرافی شنیده بود وارد این عرصه شد.
او اولین فیلم آمیزش مقعدی خود را در ۲۰ اوت ۲۰۰۹ در کمپانی برازرز بازی کرد.

## نگارخانه

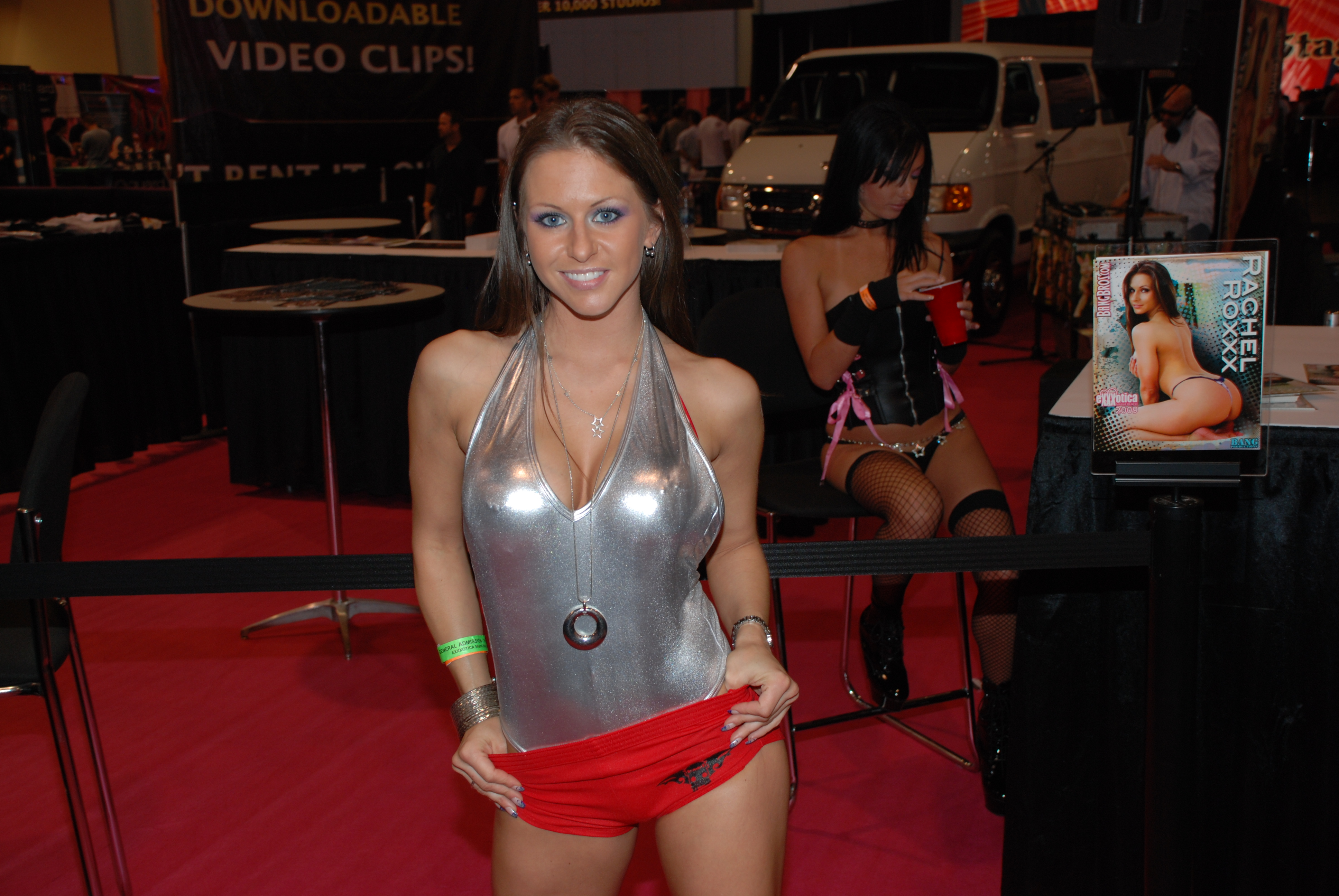
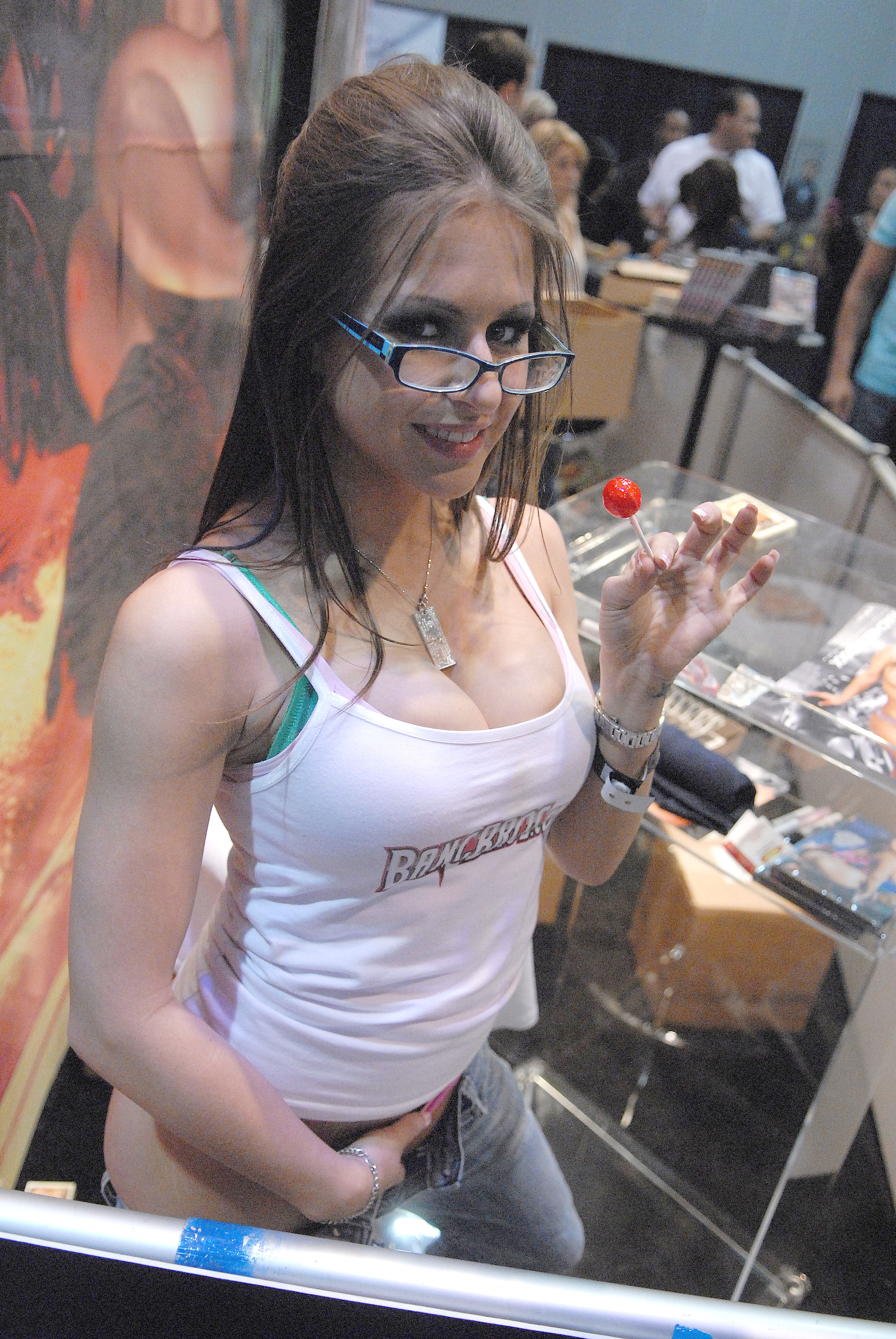
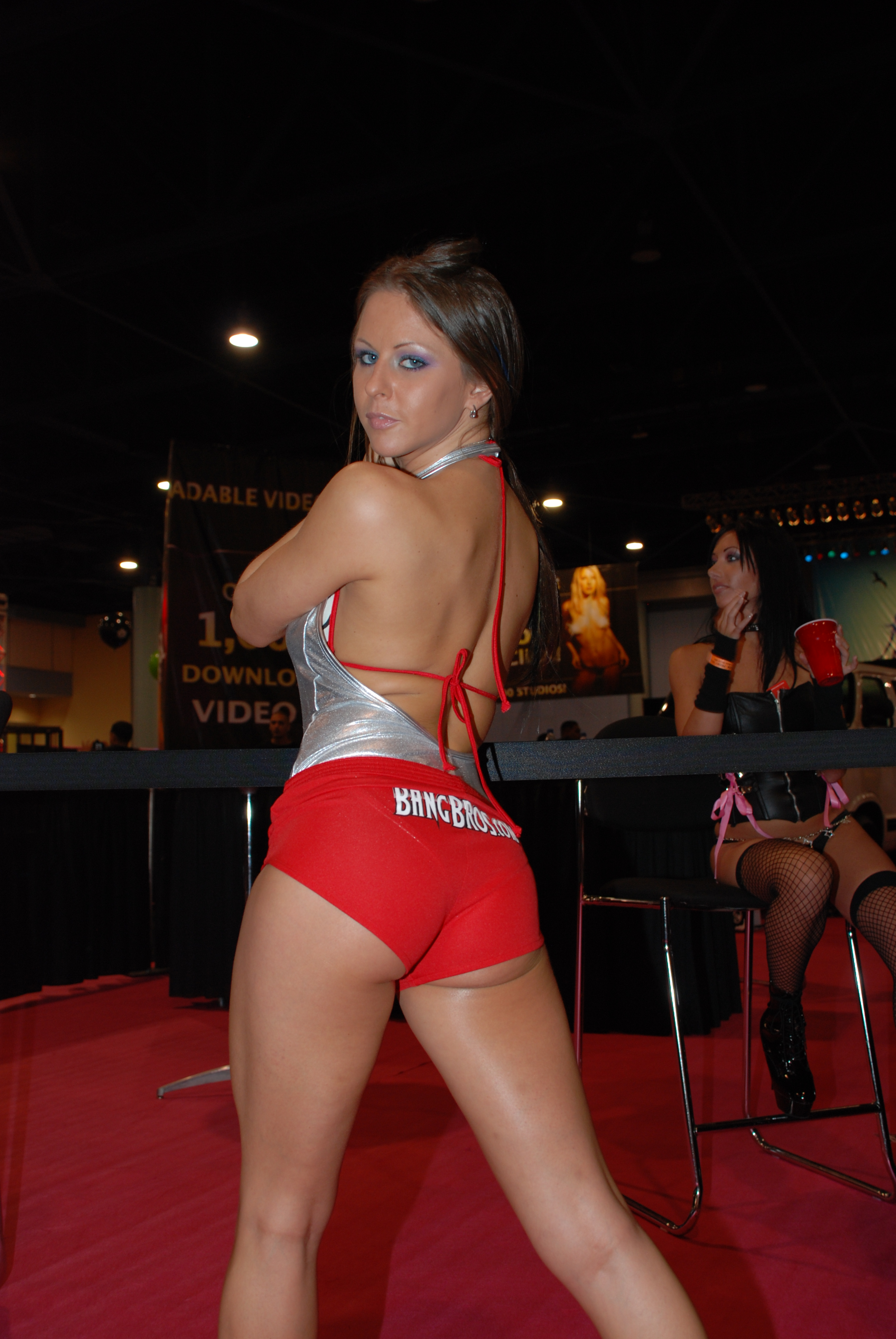
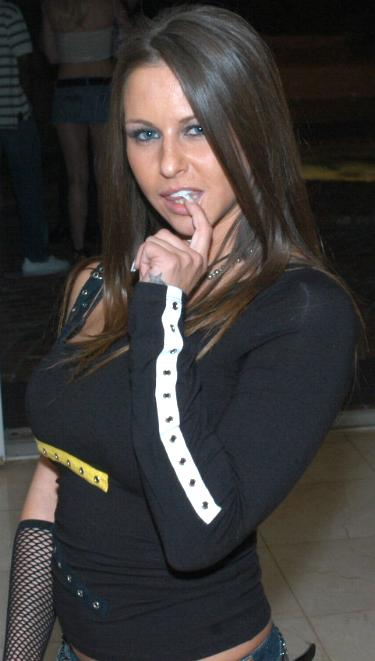
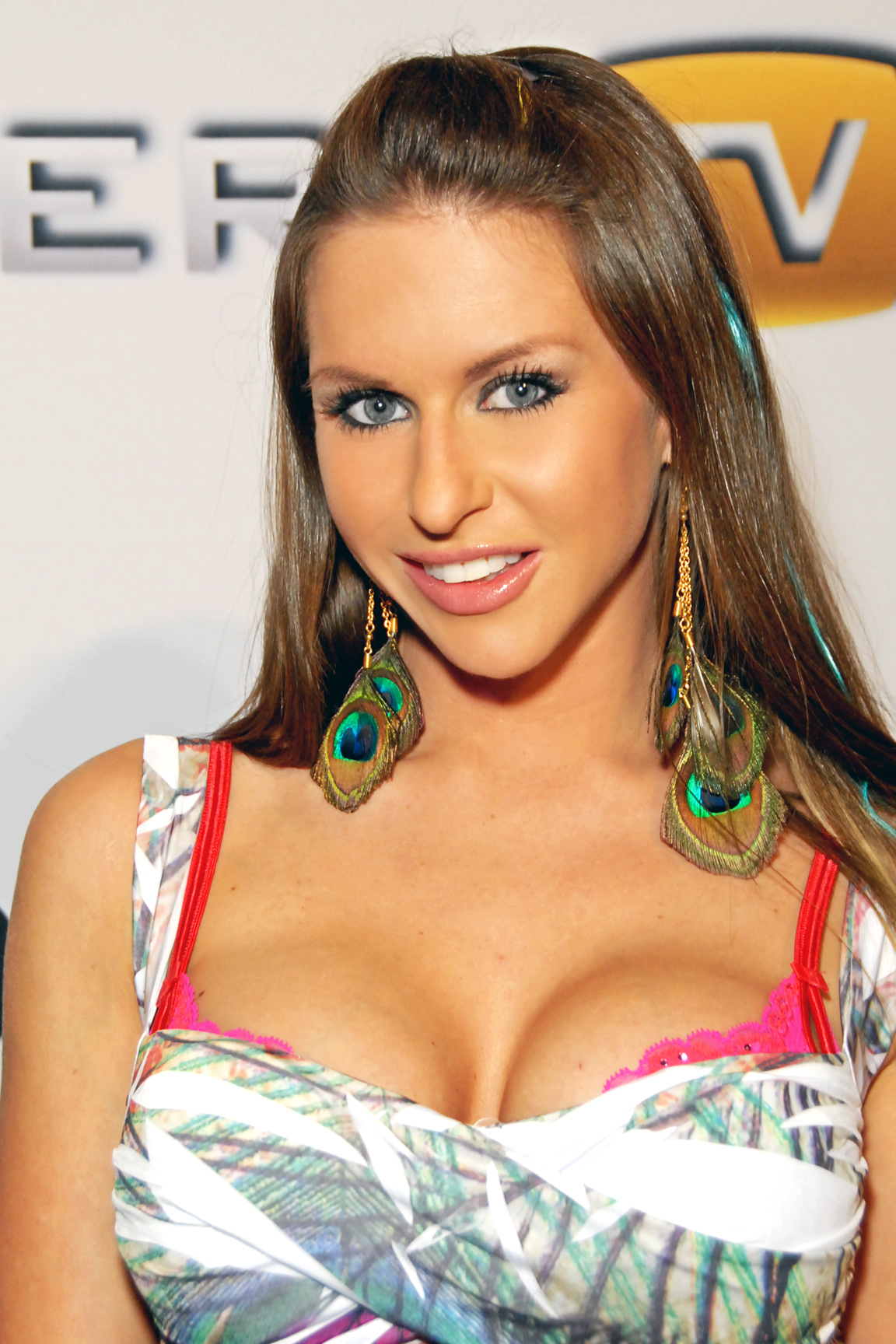
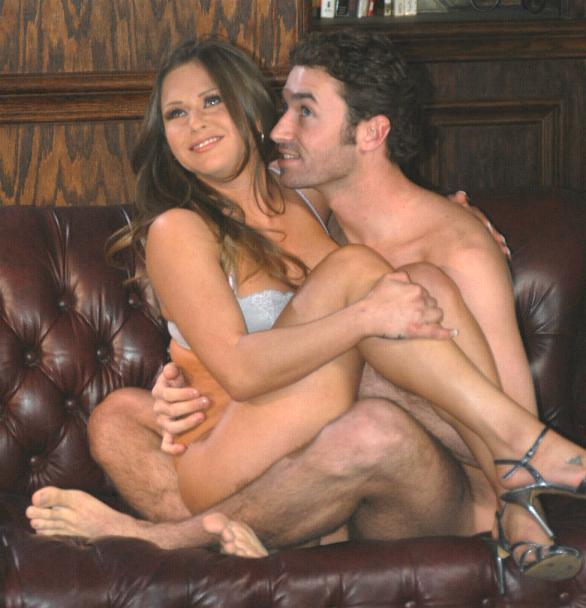
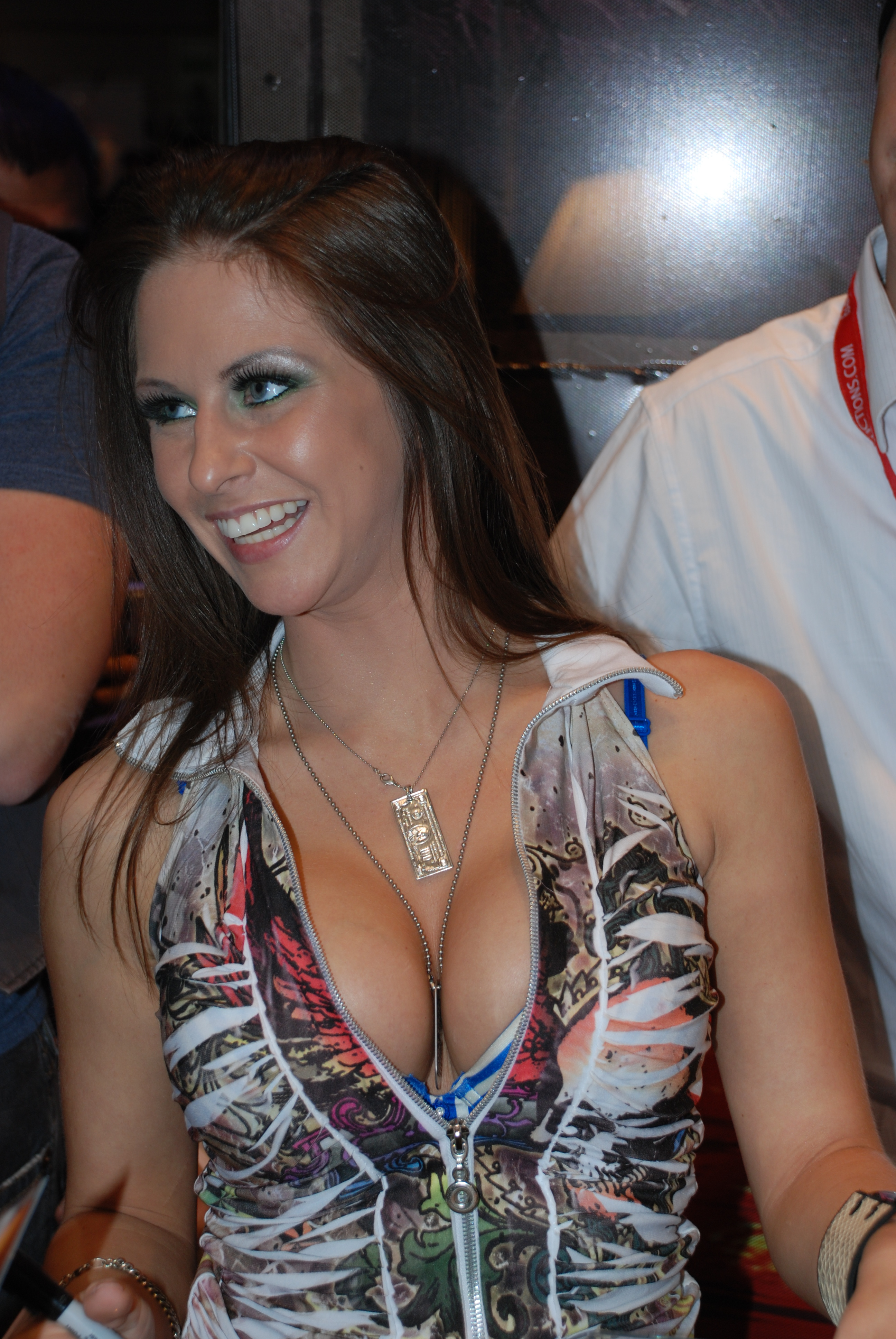
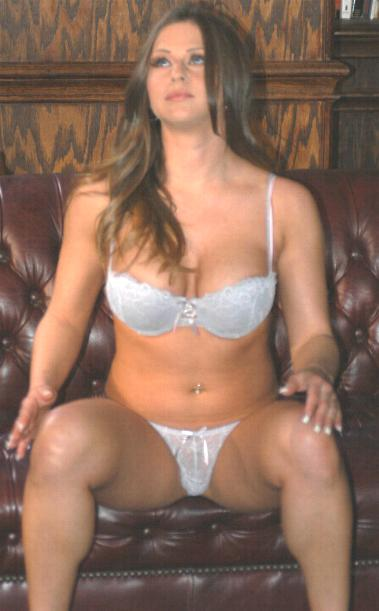
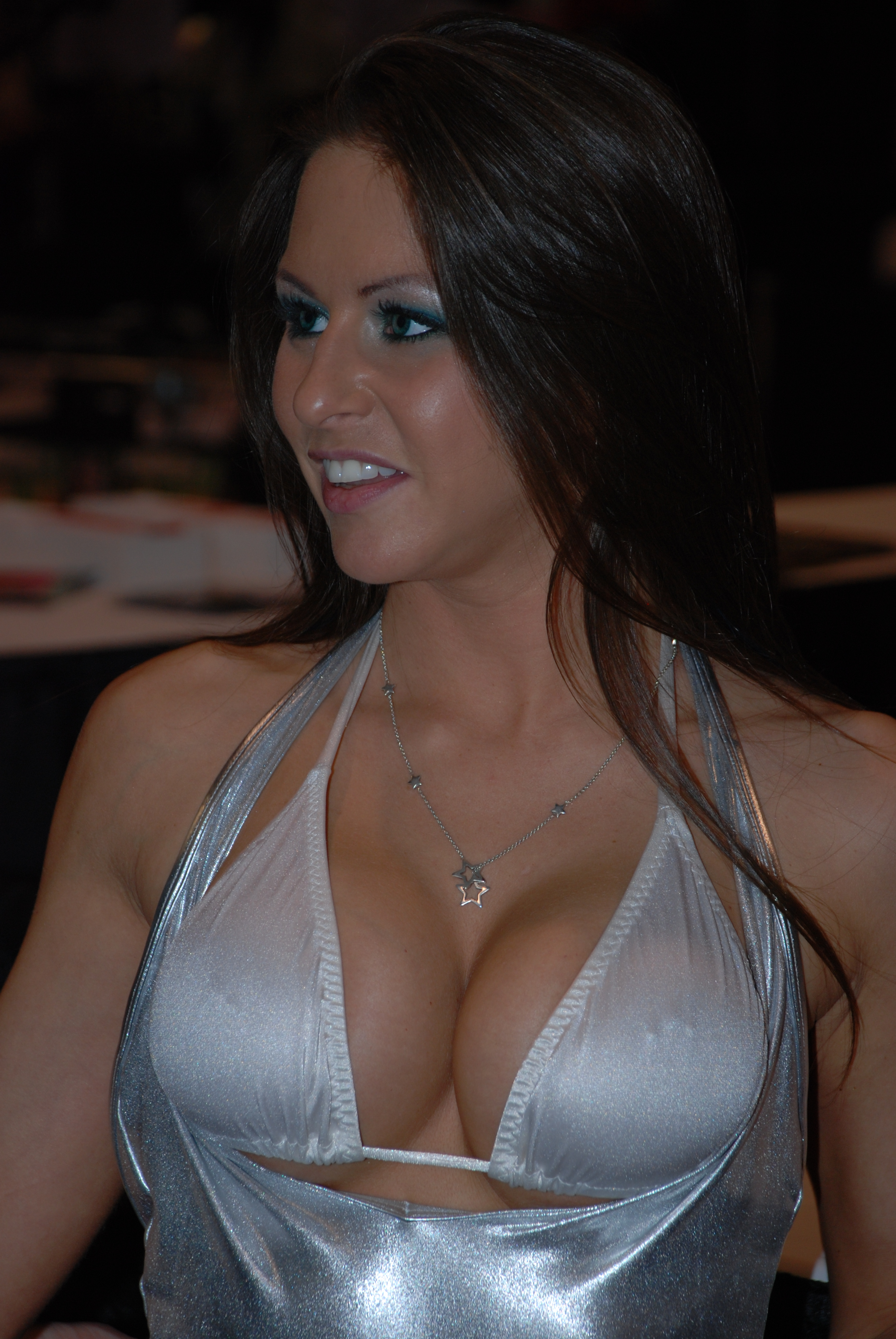